# Linia kolejowa Dyneburg – Indra
Linia kolejowa Dyneburg – Indra – linia kolejowa na Łotwie łącząca stację Dyneburg ze stacją Indra i z granicą państwową z Białorusią. Stanowi jedyne bezpośrednie połączenie kolejowe pomiędzy tymi państwami.
Linia na całej długości jest niezelektryfikowana i w większości jednotorowa (wyjątek stanowi dwutorowy odcinek Indra - granica państwa). Biegnie wzdłuż Dźwiny.

## Historia
Linia powstała w 1866 jako część drogi żelaznej dynebursko-witebskiej. Początkowo położona była w Rosji. Po I wojnie światowej na Łotwie. W latach 1940–1991 w Związku Sowieckim, następnie ponownie na Łotwie.